# پس گردن

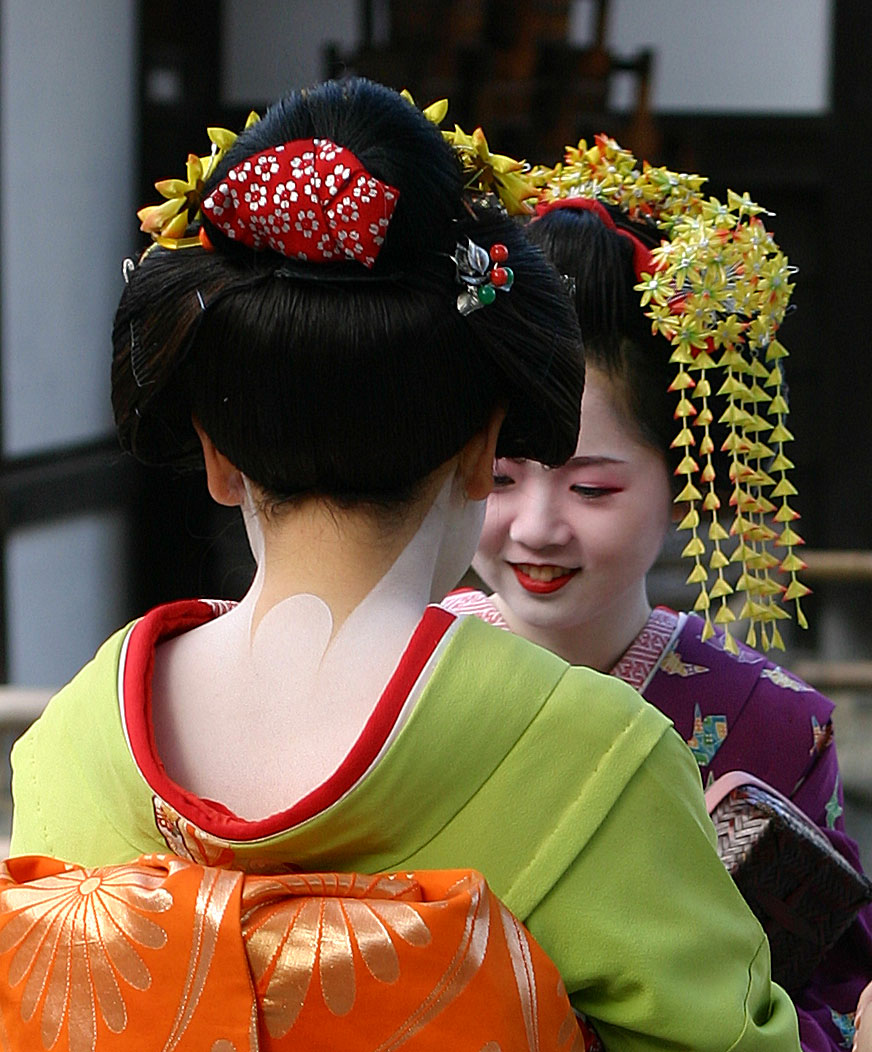
آرایش مخصوص ژاپنی در پس گردن

پس گردن یا پس سر به بخش پشت گردن گفته می‌شود. در بسیاری از پستانداران پس گردن جایی نرم، کم احساس و شل است که مادرها برای انتقال توله‌هایشان و به وسیله دندان از آن استفاده می‌کنند. در گربه‌های خانگی مادر برای انتقال بچه گربه‌ها به لانه جدید از پس گردن آنها استفاده می‌کند. گربه نر در هنگام آمیزش پس گردن ماده را با دندان محکم می‌گیرد تا گربه ماده تکان نخورد.
در فرهنگ سنتی ژاپنی پس گردن زنان اندامی جذاب برای مردان محسوب می‌گردد. و زنان برای خودنمایی نوعی آرایش مخصوص برای این قسمت از بدن دارند و گاهی این ناحیه از تن را بدون پوشش می‌گذارند.
در فرهنگ ایرانی پس‌گردنی و درکونی خوردن کنایه از تنبیه سخت است.
پس‌گردن علاوه بر معنای فیزیکی، در فرهنگ‌های مختلف معانی و کاربردهای متنوعی دارد. در برخی جوامع، این بخش از بدن به‌دلیل ویژگی‌های فیزیولوژیکی یا فرهنگی مورد توجه قرار می‌گیرد. به‌طور مثال، در سنت‌های ژاپنی، آرایش یا نمایان بودن پس‌گردن، نشانه‌ای از زیبایی و جذابیت بوده است.
در عین حال، در فرهنگ گفتاری ایرانی، اصطلاحاتی مانند "پس‌گردنی خوردن" یا "پس‌گردنی زدن" به معنی تنبیه یا نوعی شوخی سخت است که این ناحیه را به‌صورت نمادین با واکنش‌های اجتماعی مرتبط کرده است.